# Агилулф
Агилулф (Agilulf, Аго, Turingus; † 616) е крал на лангобардите (591 – 616).

## Биография
Той е херцог на Торино (dux Taurinensium civitatis). През 590 г. лангобардските херцози го избират за наследник на крал Аутари и през май 591 г. е коронясан в Милано.
Жени се за вдовицата на Аутари – католичката Теодолинда. Агилулф е арианец, но под въздействието на съпругата си търси сближение с католическия папа в Рим.
Умира през 616 г. От името на още непълнолетния наследник Адалоалд, когото Агилулф жени за дъщерята на франкския крал Теодеберт II и на първата му съпруга Билихилда, регентството поема Теодолинда.

## Галерия
- Агилулф в Италия, в зелено – лангобарди, в оранжево – византийци
- Плочата на Агилулф